# Bruno Rudau
Bruno Rudau (* 2. Oktober 1891 in Tiegenhof; † 10. Dezember 1970 in Bad Elster) war ein deutscher Lehrer, Bibliothekar und Heimatforscher.

## Leben
Bruno Rudau wurde in Tiegenhof bei Danzig geboren. Nach der Schulausbildung studierte er an der Universität Königsberg, wo er am Botanischen Institut im Kriegsjahr 1917 mit der Dissertation Vergleichende Untersuchungen über die Biologie holzzerstörender Pilze promovierte.
Nach Abschluss des Lehrerstudiums nahm er 1922 als Studienrat an der Heinrich-von-Plauen-Oberschule in Elbing seine Tätigkeit auf. Später wirkte er von 1935 bis 1945 als Oberstudiendirektor an der Hermann-von-Salza-Oberschule in Braunsberg. 
Nach dem Zweiten Weltkrieg wurde Rudau Bibliothekar der wissenschaftlichen Bibliotheken des Forschungsinstitutes des Staatsbades Bad Elster. Bekanntheit erlangte er durch mehrere Veröffentlichungen zu Bad Elster und dem sächsischen Vogtland. Gemeinsam mit einigen Bürgern zählte er zu den Gründern des neuen Bademuseums in Bad Elster, das in der Folge politisch motivierter Entscheidungen aufgelöst wurde.
Bruno Rudau starb am 10. Dezember 1970 im Alter von 79 Jahren in Bad Elster.

## Schriften (Auswahl)
- Bad Elster, Sohl, Radiumbad Brambach. (= Brockhaus-Wanderheft; 8) 3., verb. Aufl. 1959; 4., verb. Aufl. 1962; Bad Elster, Bad Brambach, Sohl. 6., verbesserte Aufl. 1968, 7., verbesserte Aufl. 1971, 8. Aufl. 1972, 9. Aufl. 1974, 10. Aufl. 1977.
- Rudolf Riedel, Bruno Rudau: Elstertalsperre (Talsperre Pirk), Oelsnitz · Adorf. (= Brockhaus-Wanderheft; 93) VEB Bibliographisches Institut, Leipzig 1961.
- Die Flussperlmuschel im Vogtland in Vergangenheit und Gegenwart. Vogtländisches Kreismuseum, Plauen 1961.
- Vogtländische Mineralquellen im Wandel der Zeiten. Vogtländisches Kreismuseum, Plauen 1964.
- Die Christiane-Eberhardinen-Quelle in Bad Reiboldsgrün. Ein Beitrag zur Erforschung der Heimatgeschichte. In: Kulturspiegel für den Kreis Reichenbach (Vogtland), Reichenbach, 1964, S. 76–78.
- Der Salzbrunnen zu Erlbach. Ein Beitrag zur Erforschung der Heimatgeschichte. In: Kulturbote für den Musikwinkel, Klingenthal: Kulturbund Kreisleitung Klingenthal, Bd. 11 (1964), 3, S. 11–17.
- Radonbad Brambach in Vergangenheit und Gegenwart. In: Kulturbote für den Musikwinkel, Klingenthal, Kulturbund Kreisleitung Klingenthal, Bd. 15 (1968), S. 261–265.
- Eine dendrologische Wanderung durch Bad Elster. In: Kulturbote für den Musikwinkel. Programmwegweiser. Klingenthal, Kulturbund Kreisleitung Klingenthal, Bd. 17 (1970), S. 230–233.